# Едиджи, Русиет Нурбиевна
Русиет Нурбиевна Едиджи (родилась 5 августа 1989 в посёлке Яблоновском, ныне Республика Адыгея) — российская регбистка, выступавшая на позиции защитницы, Мастер спорта России международного класса.

## Биография

### Карьера игрока
Занималась регби в Краснодарском крае, карьеру игрока начала в составе команды Химки (подмосковье), первый тренер Якубов Рафаэль Ахметович и Селютина Наталья. Некоторое время провела в подмосковных Химках в 2014 году, после чего вернулась в РГУТИС-Подмосковье. В 2015 году объявила о завершении игровой карьеры.
В составе сборной России выступала на чемпионате мира по регби-7 2013 года (7-е место), а также на Универсиаде в Казани и чемпионате Европы в том же году (оба турнира выиграла). На Универсиаде занесла 11 попыток в 6 матчах.
После завершения регбийной карьеры Русиет планировала перейти в бобслей. Она завершила карьеру в 2015 году, однако в 2021 году стало известно, что уход Русиет из регби был связан с тем, что она не получала причитающиеся ей премиальные за успехи в составе сборной России. По её словам, значительная часть средств доставалась менеджеру сборной Григорию Малютину.

### Личная жизнь
По состоянию на январь 2015 года получала заочное образование в Кубанском государственном университете физической культуры и спорта на факультете физической культуры, спорта и сервиса и параллельно обучалась в Российском государственном университете туризма и сервиса в Москве. Адыгейка по национальности.

## Достижения
- Чемпионка Европы по регби-7 2013 года
- Чемпионка Летней Универсиады 2013 года
- Участница Чемпионата мира по регби-7 2013 года (7-е место со сборной России).